# 12169 Munsterman
12169 Munsterman (tên chỉ định: 2031 T-3) là một tiểu hành tinh vành đai chính, được Cornelis Johannes van Houten, Ingrid van Houten-Groeneveld, và Tom Gehrels phát hiện tại Đài thiên văn Palomar thuộc Quận San Diego, California vào ngày 16 tháng 10 năm 1977. Tiểu hành tinh này được đặt theo tên của nhà thiên văn học Henk Munsterman.